# 逆瀬川村
逆瀬川村（さかせがわむら）は、かつて和泉国・伯太県・堺県・大阪府大鳥郡にあった村である。現在の堺市南区逆瀬川、晴美台の一部、槙塚台の一部にあたる。

## 歴史
1661年（寛文元年）から廃藩置県まで伯太藩領。主な商品作物は木綿だったが、明治以降は甘蔗に転じた。また、瓦の生産も明治以降に始まっている。
- 1871年（明治4年）8月29日（7月14日） 廃藩置県により、伯太県に所属。
- 1872年（明治4年）1月2日（11月22日） 第1次府県統合により、堺県に所属。
- 1881年（明治14年）2月7日 堺県の大阪府編入により、大阪府に所属。
- 1889年（明治22年）4月1日 町村制施行により、大鳥郡南上神村の大字となる。